# L'Ultime Braquage
Pour plus de détails, voir Fiche technique et Distribution.
L'Ultime Braquage est un film franco-danois réalisé par Frederik Louis Hviid et sorti en 2024,. Ce thriller d'action s'inspire d'un fait divers survenu en 2008 à Copenhague.
Le film est présenté en avant-première au festival international du film de Toronto 2024 puis dans divers autres festivals comme Reims Polar.

## Synopsis
Une équipe de braqueurs chevronnés, menée par Kasper, prépare méticuleusement un casse très important. Il travaille sur ce coup avec Slimani. Alors que tout devait se passer de manière nette et rapide, une erreur va tout remettre en question. Le groupe va devoir rapidement disparaître.

## Fiche technique
Sauf indication contraire, les informations mentionnées dans cette section peuvent être confirmées par les bases de données cinématographiques IMDb et Allociné,  présentes dans la section « Liens externes ».
- Titre français : L'Ultime Braquage
- Titre original : De Lydløse
- Titre anglophone : The Quiet Ones
- Réalisation : Frederik Louis Hviid
- Scénario : Anders Frithiof August
- Musique : Martin Dirkov
- Décors : Benjamin Salomon et Sabine Hviid
- Costumes : Emilie Bøge Dresler
- Photographie : Adam Wallensten
- Son : Morten Green
- Montage : Anders Albjerg Kristiansen
- Production : Kasper Dissing
  - Coproduction : Lizette Jonjic et Jean-Christophe Reymond
- Sociétés de production : Zentropa Productions, Film i Väst et Kazak Productions
- Sociétés de distribution : KMBO (France), Nordisk Film (Danemark)
- Pays de production :  Danemark et  France
- Langues originales : danois, anglais, suédois et arabe
- Format : thriller, action, film de casse
- Durée : 110 minutes
- Dates de sortie[4] :
  - Canada : 5 septembre 2024 (festival de Toronto)
  - Danemark : 31 octobre 2024
  - France : 28 mai 2025

## Distribution
- Gustav Dyekjaer Giese : Kasper
- Reda Kateb : Slimani
- Amanda Collin : Maria
- Christopher Wagelin : Hasse
- Jens Hultén : Joppe
- Granit Rushiti : Mo
- Amin Ahmed : Warsame
- Camilla Lau : Aaliya

## Production

### Box-office
| Pays ou région | Box-office     | Date d'arrêt du box-office | Nombre de semaines |
| -------------- | -------------- | -------------------------- | ------------------ |
| France         | 55 845 entrées | 2 juillet 2025             | 5                  |
| Total mondial  |                | -                          | -                  |